# 베른트 아이힝거
베른트 아이힝거(독일어: Bernd Eichinger, 1949년 4월 11일 ~ 2011년 1월 24일)은 독일의 영화 제작자이다. 주로 할리우드 블록버스터 영화들의 제작에 참여했다.

## 작품
- 네버엔딩 스토리 (1984, 볼프강 페테르젠)
- 장미의 이름 (1986, 장자크 아노)
- 레지던트 이블 (2002, 폴 앤더슨)
- 판타스틱 4 (2005, 팀 스토리
- 판타스틱 4: 실버 서퍼의 위협 (2007, 팀 스토리)
- 향수: 어느 살인자의 이야기 (2006, 톰 타이쿼)
- 바더 마인호프 (2008, 울리 에델)